# 库伦站
库伦站，位于中华人民共和国内蒙古自治区通辽市库伦旗，是甘库铁路上的火车站，2012年7月启用，由沈阳铁路局通辽车务段管辖。

## 車站周邊
- 库伦旗人民检察院
- 库伦旗人民法院
- 库伦旗结核病防治所
- 库伦旗人民政府
- 库伦体育馆
- 农村商业银行库伦旗东郊分社

## 歷史
- 2012年7月20日启用。[2]

## 外部連結
- 中国铁路客户服务中心 （页面存档备份，存于）